# Sátiro Bilhar
Sátiro Lopes de Alcântara Bilhar (Crato, 1860 — Rio de Janeiro, 23 de outubro de 1926) foi um violonista, cantor e compositor brasileiro.
Era tio da compositora Branca Bilhar. Trabalhou como telegrafista da Estrada de Ferro Central do Brasil e teve uma vida boêmia. Juntamente com Quincas Laranjeiras, Catulo da Paixão Cearense, Heitor Villa-Lobos, João Pernambuco e Donga é um dos principais compositores de choro da época.
Compôs também modinhas, lundus e polcas, como a famosa Tira a poeir', que foi gravada por Jacob do Bandolim.
Uma das figuras mais conhecidas e queridas no meio musical, pertenceu à geração antiga de chorões como Heitor Villa-Lobos, Donga, João Pernambuco, Quincas Laranjeiras e Catulo da Paixão Cearense.
Embora não fosse um virtuoso do violão, sua execução peculiar chamava mais a atenção do que o próprio repertório.

## Algumas composições
- As ondas são anjos que dormem no mar  (com Catulo da Paixão Cearense)
- Estudo de harpa
- Gosto de ti porque gosto
- O que vejo em teus olhos
- Tira a poeira
- Tu és uma estrela